# Morinda nitida
Morinda nitida är en måreväxtart som beskrevs av Elmer Drew Merrill. Morinda nitida ingår i släktet Morinda och familjen måreväxter. Inga underarter finns listade i Catalogue of Life.